# Südamerikaspiele 2022/Badminton
Bei den Südamerikaspielen 2022 wurden im Badminton sechs Konkurrenzen durchgeführt. Die Wettbewerbe fanden vom 2. bis zum 7. Oktober 2022 in Asunción statt.

## Medaillengewinner
| Disziplin    | Gold | Silber | Bronze                                                                                                  |
| ------------ | --- | --- | --- |
| Herreneinzel | Jonathan Matias | Donnians Oliveira | Davi Silva                                                                                              |
| Herreneinzel | Jonathan Matias | Donnians Oliveira | José Guevara                                                                                            |
| Dameneinzel  | Juliana Viana Vieira | Sâmia Lima | Inés Castillo                                                                                           |
| Dameneinzel  | Juliana Viana Vieira | Sâmia Lima | Fernanda Saponara Rivva                                                                                 |
| Herrendoppel | Fabrício Farias Davi Silva | Daniel La Torre Diego Subauste                                                                                                  | Daniel Borja Miguel Quirama                                                                             |
| Herrendoppel | Fabrício Farias Davi Silva | Daniel La Torre Diego Subauste                                                                                                  | José Guevara Diego Mini                                                                                 |
| Damendoppel  | Sânia Lima Juliana Viana Vieira                                                                                                  | Jaqueline Lima Sâmia Lima | Inés Castillo Paula La Torre                                                                            |
| Damendoppel  | Sânia Lima Juliana Viana Vieira                                                                                                  | Jaqueline Lima Sâmia Lima | Namie Miyahira Fernanda Saponara Rivva                                                                  |
| Mixed        | Fabrício Farias Jaqueline Lima                                                                                                   | Davi Silva Sânia Lima | Diego Mini Paula La Torre                                                                               |
| Mixed        | Fabrício Farias Jaqueline Lima                                                                                                   | Davi Silva Sânia Lima | Inés Castillo José Guevara                                                                              |
| Mannschaft   | Brasilien Davi Silva Donnians Oliveira Fabrício Farias Jaqueline Lima Jonathan Matias Juliana Viana Vieira Sâmia Lima Sânia Lima | Peru Daniel La Torre Diego Mini Diego Subauste Fernanda Saponara Rivva Inés Castillo José Guevara Namie Miyahira Paula La Torre | Kolumbien Karen Patiño Juliana Giraldo Miguel Quirama Daniel Borja Giovanny Castaño María Yulieth Pérez |

## Medaillenspiegel
| Platz  | Land        | Gold | Silber | Bronze | Gesamt |
| ------ | ----------- | ---- | ------ | ------ | ------ |
| 1      | Brasilien   | 6    | 4      | 1      | 11     |
| 2      | Peru        | 0    | 2      | 8      | 10     |
| 3      | Kolumbien   | 0    | 0      | 2      | 2      |
| 4      | Argentinien | 0    | 0      | 0      | 0      |
| 4      | Aruba       | 0    | 0      | 0      | 0      |
| 4      | Bolivien    | 0    | 0      | 0      | 0      |
| 4      | Chile       | 0    | 0      | 0      | 0      |
| 4      | Ecuador     | 0    | 0      | 0      | 0      |
| 4      | Guyana      | 0    | 0      | 0      | 0      |
| 4      | Panama      | 0    | 0      | 0      | 0      |
| 4      | Paraguay    | 0    | 0      | 0      | 0      |
| 4      | Suriname    | 0    | 0      | 0      | 0      |
| 4      | Venezuela   | 0    | 0      | 0      | 0      |
| Gesamt | Gesamt      | 6    | 6      | 11     | 23     |